# Johannes Marchesinus
Johannes Marchesinus lub Giovanni Marchesini (ur. koniec XIII wieku) – włoski franciszkanin pochodzący z Reggio Emilia, koło Modeny.
Johannes Marchesinus działał głównie w Bolonii oraz okolicach Ferrarze. W 1275 roku był oratorem w Imoli następnie w Faventia i w Bolonii. Jest autorem pism homiletycznych i pedagogicznych. Do najbardziej znanego dzieł należy Mammotrectus super Bibliam, teologiczny podręcznik dla duchowieństwa w formie częściowo słownika, składający się z ok. 1300 haseł. Mammotrectus był bardzo popularny w XV wieku. W XVI wieku był krytykowany przez Erazma, który w 1515 szydził z kapłanów korzystających z Mammotrectus.
Innym jego dziełem jest Confesionale, napisane około 1300 roku.